# Калгун (Іллінойс)
Калгун (англ. Calhoun) — селище (англ. village) в США, в окрузі Ричленд штату Іллінойс. Населення — 164 особи (2020).

## Географія
Калгун розташований за координатами 38°39′4″ пн. ш. 88°2′33″ зх. д. / 38.65111° пн. ш. 88.04250° зх. д. (38.651158, -88.042596).  За даними Бюро перепису населення США в 2010 році селище мало площу 2,74 км², уся площа — суходіл. В 2017 році площа становила 2,37 км², уся площа — суходіл.

## Демографія
Згідно з переписом 2010 року, у селищі мешкали 172 особи в 78 домогосподарствах у складі 51 родини. Густота населення становила 63 особи/км².  Було 88 помешкань (32/км²).
Расовий склад населення:
| - 98,3 % — білих - 1,7 % — корінних американців |

До двох чи більше рас належало 0,0 %. Частка іспаномовних становила 0,0 % від усіх жителів.
За віковим діапазоном населення розподілялося таким чином: 16,3 % — особи молодші 18 років, 61,0 % — особи у віці 18—64 років, 22,7 % — особи у віці 65 років та старші. Медіана віку мешканця становила 47,0 року. На 100 осіб жіночої статі у селищі припадало 104,8 чоловіків;  на 100 жінок у віці від 18 років та старших — 108,7 чоловіків також старших 18 років.
Середній дохід на одне домашнє господарство  становив 46 721 долар США (медіана — 35 625), а середній дохід на одну сім'ю — 59 483 долари (медіана — 53 611). Медіана доходів становила 21 250 доларів для чоловіків та 26 250 доларів для жінок. За межею бідності перебувало 7,8 % осіб, у тому числі 11,1 % дітей у віці до 18 років та 11,1 % осіб у віці 65 років та старших.
Цивільне працевлаштоване населення становило 104 особи. Основні галузі зайнятості: освіта, охорона здоров'я та соціальна допомога — 40,4 %, роздрібна торгівля — 18,3 %, сільське господарство, лісництво, риболовля — 10,6 %, транспорт — 9,6 %.